# Vinschgau

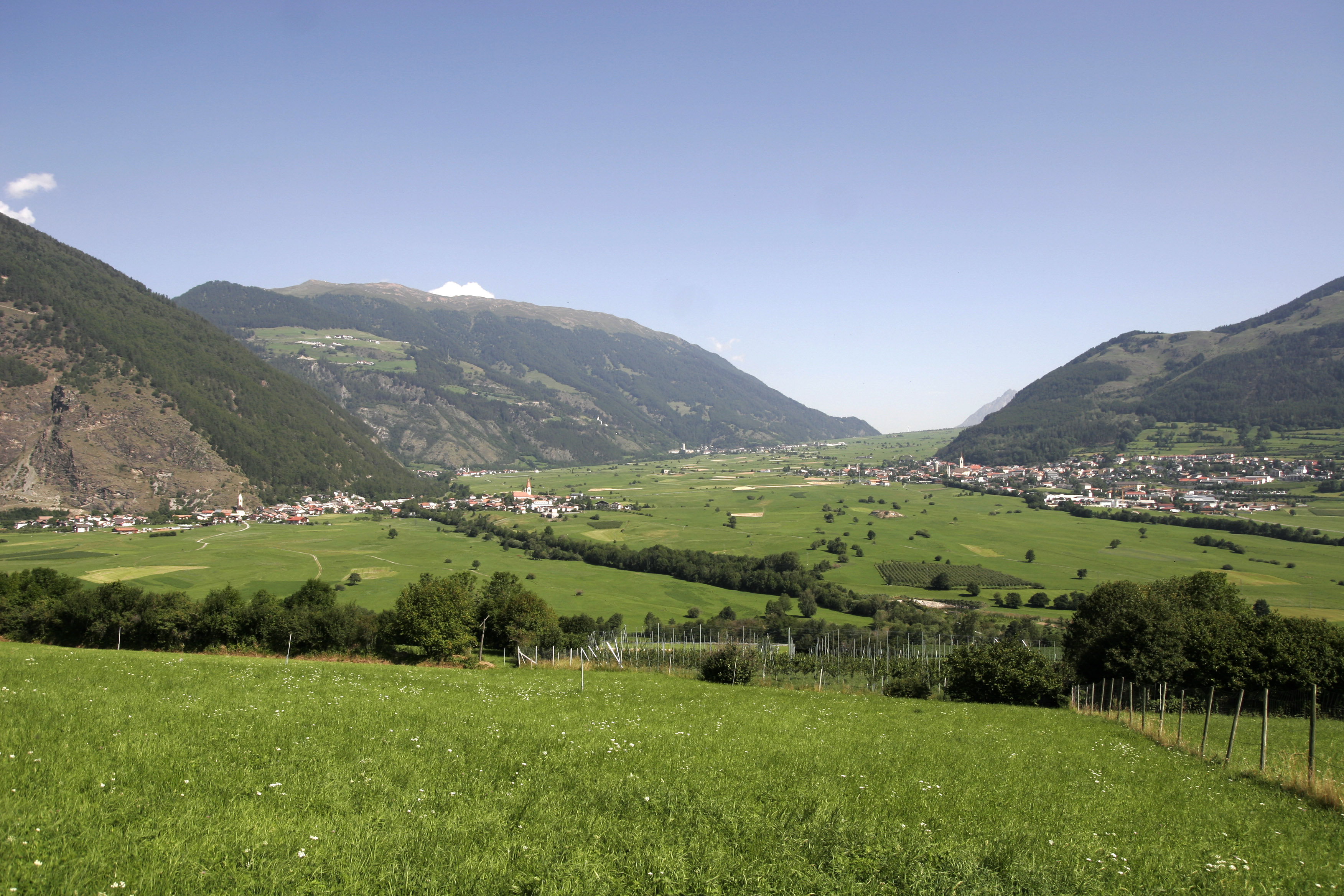
Dolina Vinschgau.

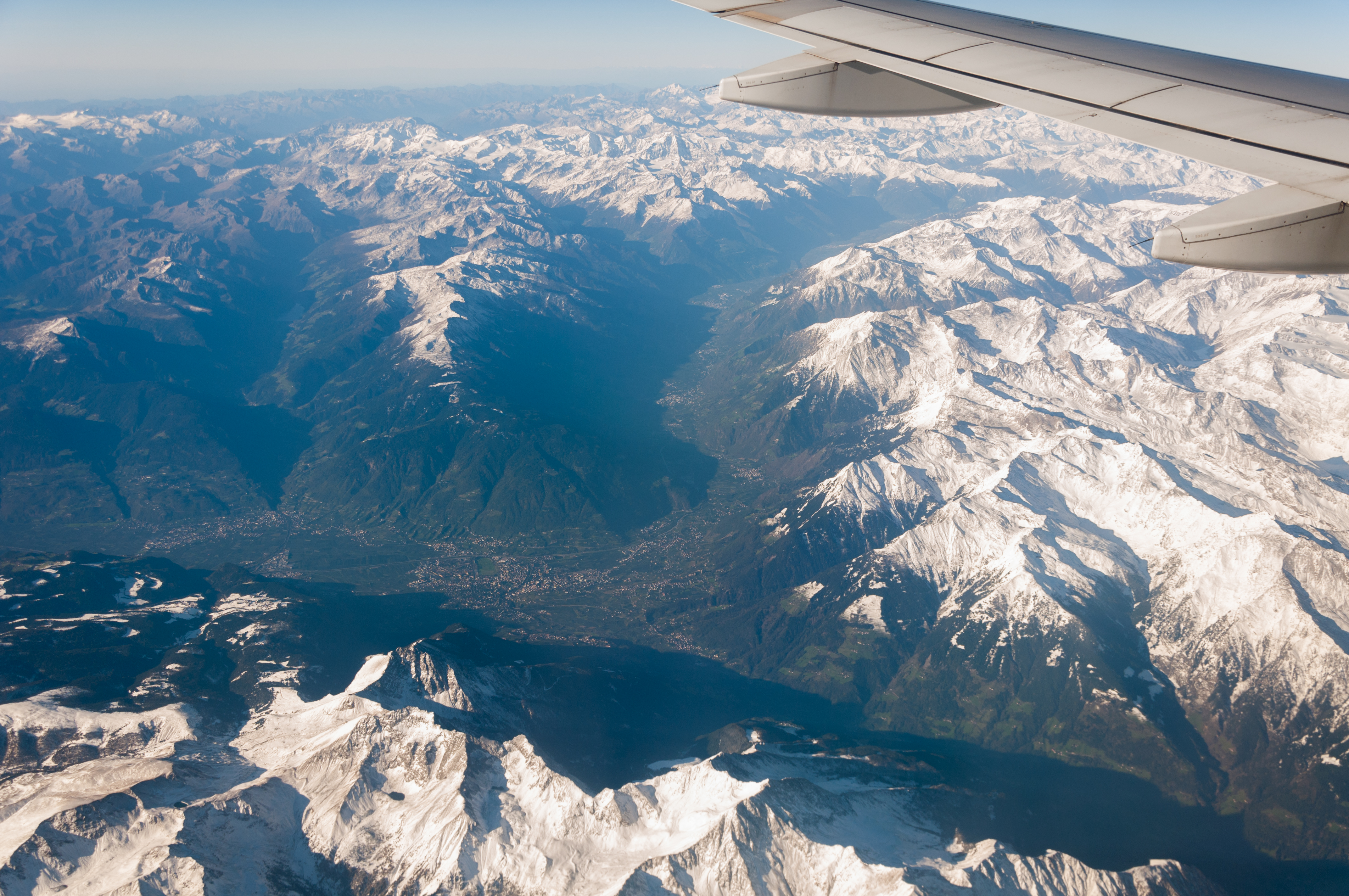
Vinschgau z lotu ptaka.

Vinschgau (wł. Val Venosta) – dolina w Alpach, w północnych Włoszech, w regionie Trydent-Górna Adyga (prowincja Bolzano), zlokalizowana pomiędzy przełęczą Reschen i Merano. Najwyższa część doliny Adygi w Tyrolu Południowym, położona na wysokości 520–1504 m n.p.m.

## Historia
Vinschgau została zaludniona bardzo wcześnie. Świadczą o tym szczątki człowieka sprzed 5000 lat znalezione w dolinie. Szczątkom tym nadano przydomek Ötzi. Około 15 r. p.n.e. obszar ten zdobyli Rzymianie. Niedługo później przez Vinschgau poprowadzono pierwszą drogę przecinającą Alpy, noszącą nazwę Via Claudia Augusta. Ze względu na istnienie tego szlaku, w średniowieczu na obszarze doliny toczono liczne walki o dominację. Ostatecznie obszar ten zajęli hrabiowie Tyrolu, a następnie Habsburgowie.

## Turystyka
W regionie znajduje się ponad 40 zamków, w tym: XIII-wieczny Zamek Churburg; średniowieczny, przekształcony w renesansową rezydencję Zamek Coldrano; zbliżony pod względem konstrukcyjnym do fortu Zamek Kastelbell, a także znajdujący się w ruinie Zamek Rotund. Na Zamku Juval mieści się jeden z sześciu oddziałów Messner Mountain Museum, noszący nazwę MMM Juval. Ponadto, w obrębie doliny zlokalizowany jest oddział MMM Ortles muzeum.

## Administracja

Lokalizacja okręgu wspólnotowego Vinschgau (kolor czerwony) na mapie prowincji Bolzano.

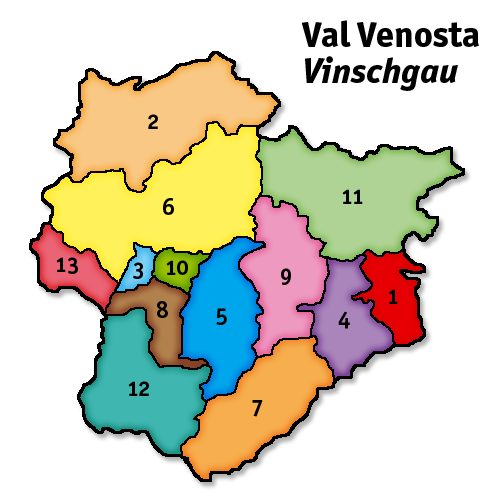
Gminy okręgu wspólnotowego Vinschgau (numeracja na liście obok).

W 1962 roku utworzono jednostkę administracyjną tzw. wspólnotę okręgową Vinschgau (niem. Bezirksgemeinschaft Vinschgau, wł. Comunità Comprensoriale Val Venosta), wchodzącą w skład prowincji Bolzano (jest to jedna z ośmiu tego typu jednostek, funkcjonujących w tej prowincji). Zajmuje ona powierzchnię 1441,68 km², a w 2018 roku była zamieszkiwana przez 35 974 osoby. W jej skład wchodzi 13 gmin:
1. Kastelbell-Tschars (wł. Castelbello-Ciardes)
2. Graun im Vinschgau (wł. Curon Venosta)
3. Glurns (wł. Glorenza)
4. Latsch (wł. Laces)
5. Laas (wł. Lasa)
6. Mals (wł. Malles Venosta)
7. Martell (wł. Martello)
8. Prad am Stilfserjoch (wł. Prato allo Stelvio)
9. Schlanders (wł. Silandro)
10. Schluderns (wł. Sluderno)
11. Schnals (wł. Senales)
12. Stilfs (wł. Stelvio)
13. Taufers im Münstertal (wł. Tubre)

Głównym miastem i stolicą okręgu jest Schlanders (wł. Silandro). Według spisu z 2011 roku dla 97,29% populacji okręgu językiem ojczystym jest język niemiecki, dla 2,63% język włoski, zaś dla 0,08% język ladyński.